# JR Central Hotel Tower
JR Central Hotel Tower é um arranha-céu, actualmente é o 169º arranha-céu mais alto do mundo, com 226 metros (741ft). Edificado na cidade de Nagoya, Japão, foi concluído em 2000 com 53 andares.